# Радомысль-Вельки (гмина)
Радомысль-Вельки (пол. Radomyśl Wielki) — городско-сельская гмина (волость) в Польше, входит как административная единица в Мелецкий повет, Подкарпатское воеводство. Население — 13 636 человек (на 2004 год).

## Демография
| Перепись                       | Всего   | Всего | Женщины | Женщины | Мужчины | Мужчины |
| ------------------------------ | ------- | ----- | ------- | ------- | ------- | ------- |
| Единицы                        | человек | %     | человек | %       | человек | %       |
| Население                      | 13 636  | 100   | 6836    | 50,1    | 6800    | 49,9    |
| Плотность населения (чел./км²) | 85,4    | 85,4  | 42,8    | 42,8    | 42,6    | 42,6    |

## Сельские округа
1. Домбе
2. Домбрувка-Вислоцка
3. Дульча-Мала
4. Дульча-Велька
5. Яновец
6. Партыня
7. Пень
8. Подбоже
9. Руда
10. Здзяжец
11. Згурско
12. Жарувка

## Соседние гмины
1. Гмина Чарна
2. Гмина Мелец
3. Гмина Пшецлав
4. Гмина Радгощ
5. Гмина Вадовице-Гурне
6. Гмина Жыракув